# 约翰·科穆宁 (安德洛尼卡一世之子)
约翰·科穆宁（羅馬化：Iōannēs Komnēnos；1159年8月/9月 – 1185年9月）是拜占庭帝国贵族，1183-1185年夺权称帝的安德洛尼卡一世的次子。他的父亲掌权后，跳过了长子曼努埃尔而加冕身为次子的约翰为共治皇帝。1185年9月12日，安德洛尼卡一世被君士坦丁堡的贵族与民众推翻，当时在外掌兵的约翰也被逮捕，不久死去。

## 早年
约翰是阿莱克修斯一世的孙子，科穆宁王朝支系成员安德洛尼卡·科穆宁与他不知姓名的第一任妻子所生的第二个儿子，出生于1159年8月或9月。 1159年初时，他的母亲被关在监狱里，但安德洛尼卡一天晚上偷偷溜了进去，便有了约翰。1166年安德洛尼卡被任命为奇里乞亚都督（δούξ）时，年幼的约翰应该是与他同行，因为之后他的父亲被流放，在近东各国之间游荡时，可以确定约翰在他身边，而他的哥哥曼努埃尔与姐妹玛利亚则留在君士坦丁堡。 直到1178年末或1179年初，安德洛尼卡才被准许带着约翰回到君士坦丁堡，与前几个月被俘的他的堂侄女兼情妇狄奥多拉·科穆宁娜及他们所生的儿女会合。回到首都后，约翰的堂叔，时任皇帝曼努埃尔一世（1143-1180年在位）授予他“可敬者（σεβαστός）”头衔。
曼努埃尔一世死后，其未成年的儿子阿莱克修斯二世（1180-1183年在位）继位，太后安条克的玛丽与“首席可敬者（πρωτοσέβαστος）”阿莱克修斯·科穆宁（曼努埃尔一世的侄子）领导一干人摄政；而约翰与他的哥哥曼努埃尔站在曼努埃尔一世之女“凯撒丽莎”玛利亚·科穆宁娜一边，共同反对摄政班子，但阴谋败露，约翰与他的哥哥都被囚禁。直到1182年4月他们的父亲起兵到达首都推翻摄政政权，他们才重获自由。

## 共治皇帝

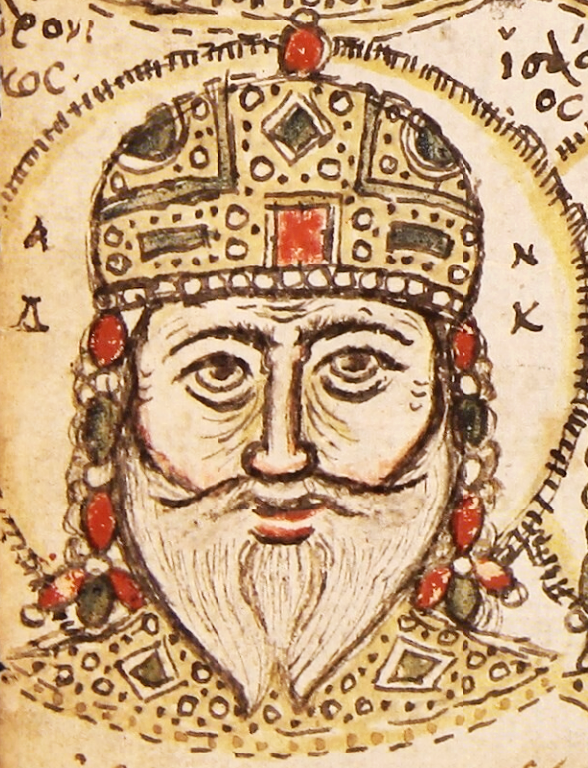
15世纪的摩德纳希腊语122号手抄本中的安德洛尼卡一世小像

推翻旧摄政政权后，约翰的父亲安德洛尼卡自封为摄政，约翰也获得了某个更高级的头衔。1183年，安德洛尼卡废黜并杀害了阿莱克修斯二世而自己称帝，选择约翰而不是他的长子曼努埃尔为共治皇帝与皇位继承人。这是因为曼努埃尔公开反对父亲的政策，而约翰更加忠诚；约翰的名字也符合AIMA谶语，即一个名自以“α”开头的皇帝（安德洛尼卡）的下一任皇帝名字应以“ι”开头。
曼努埃尔从不掩饰他对父亲政策的反对，而约翰一开始还能支持或者说容忍这些政策。根据塞萨洛尼基的尤斯塔修斯的记载，他后来也开始批评父亲对贵族阶层的迫害，这招致了安德洛尼卡的责骂，他骂约翰和曼努埃尔“像些女人”，并讽刺地说，除非杀掉所有精英，只留下普通人，否则他们这样的人没法安全统治帝国。学者康斯坦蒂诺斯·瓦尔佐斯（Konstantinos Varzos）认为：“毫无疑问，约翰的男子气概要比年长的曼努埃尔少得多”。曾在安德洛尼卡手下任高级官员的尼基塔斯·霍尼阿特斯记载，“邮传书记（λογοθέτης τοῦ δρόμου）”史蒂芬·哈吉奧克里斯托夫萊斯曾指责另一位高官“伙友兵团大长官（μεγάλη ἑταιρεία）”君士坦丁·特里普西霍斯（Constantine Tripsychos）曾发表贬低约翰性格与品质的言论，即将约翰比作在首都相当有名的粗俗小丑津齐菲察斯（Zintziphitzes）。这明显是诬告，但特里普斯霍斯确认因此被降职并监禁，学者瓦尔佐斯因此认为，这一比较可能一定程度上反映了事实。
1185年，属诺曼人后裔的西西里王古列尔莫（威廉）二世兴兵攻打拜占庭帝国，他的部队在巴尔干半岛登陆，一路前进并包围了帝国的第二大城市——塞萨洛尼基。安德洛尼卡派约翰与其他将领一同前往支援，命他指挥腓力波利斯的部队，约翰却留在该城打猎，不愿直面敌人。当时正在城中的塞萨洛尼基的尤斯塔修斯记载称，被围困的城市恳求“好人约翰”进军解救他们，但终归徒劳；城破之后，诺曼人在被俘的塞萨洛尼基人面前嘲弄地念市民给约翰的恳求。
最终，1185年9月12日，君士坦丁堡的贵族与民众起来反抗安德洛尼卡一世，后者弃位逃跑，但很快被捕杀。反抗的同一日，曼努埃尔被捕并被致盲；不久之后，安德洛尼卡倒台的消息传到腓力波利斯，约翰手下的士兵立即反叛，抓住了约翰并挖出他的眼睛，约翰很快死去。

## 引用
1. 1 2  Varzos 1984，第528頁.
2. ↑  Varzos 1984，第528–529頁.
3. 1 2 3 4  Varzos 1984，第529頁.
4. ↑  Varzos 1984，第521, 529–530頁.
5. ↑  Varzos 1984，第520–522, 530頁.
6. ↑  Varzos 1984，第530–531頁.
7. ↑  Varzos 1984，第531–532頁.
8. ↑  Varzos 1984，第532頁.